# Oiseau dans l'espace
Oiseau dans l'espace (en roumain : Pasărea în văzduh) est une sculpture du sculpteur roumain et plus tard naturalisé français Constantin Brâncuși, créée en 1923.

## Description
Oiseau dans l'espace est une sculpture oblongue d'environ 140 cm de hauteur, pour environ 15 cm de largeur, en marbre ou en bronze suivant les versions. L'oiseau est représenté sans plumes ni ailes, son corps étant suggéré par un renflement de la sculpture et sa tête réduite à un simple ovale plan. Le corps est présenté verticalement, le « bec » étant situé en haut. Sa base repose sur la tête tronquée d'un cône effilé, lui-même posé sur un piédestal cylindrique.
La surface de la sculpture, quel que soit le matériau, est totalement polie, à l'image d'un miroir.

## Historique

### Création
Brâncuși crée le premier exemplaire de l'œuvre en 1923. Il en exécute au total 16 exemplaires, 7 en marbre et 9 en bronze.

### Procès
En octobre 1926, Oiseau dans l'espace et 19 autres sculptures de Brâncuși arrivent à New York à bord du navire Paris. En théorie, les œuvres d'art ne sont pas sujets aux droits de douane, mais les douaniers refusent de croire que l'objet de bronze effilé en est une. Ils lui imposent donc le tarif douanier pour les objets en métal manufacturés : 40 % du prix de vente, soit environ 230 $ (un peu plus de 3 600 $ en dollars de 2022). Marcel Duchamp, qui accompagne les sculptures depuis l'Europe, le photographe américain Edward Steichen, qui doit prendre possession de la sculpture après son exposition, et Brâncuşi lui-même protestent : les sculptures doivent apparaître à la Brummer Gallery (en) de New York et ensuite à l'Arts Club de Chicago (en). Sous la pression de la presse et des artistes, les douanes américaines acceptent de revoir leur classement, mais libèrent en attendant les œuvres sous la mention « ustensiles de cuisine et matériels hospitaliers ». Cependant, l'expert douanier F. J. H. Kracke, après consultation d'artistes américains sceptiques, finit par confirmer le classement initial et déclare que les œuvres sont sujets aux droits de douane. Le mois suivant, Steichen fait appel de la décision.
Sous le régime de la loi douanière de 1922, pour que Oiseau dans l'espace puisse passer la douane sans droits, il doit s'agir d'une œuvre originale, sans objet pratique, réalisée par un sculpteur professionnel. Personne ne conteste que l'objet n'a aucun objet pratique, mais la qualification d'art de la sculpture est fortement contestée. Le cas de 1916 United States vs Olivotti avait établi que les sculptures ne sont de l'art que s'il s'agit de représentations gravées ou ciselées d'objets naturels « dans leurs vraies proportions ». Une succession d'artistes et d'experts d'art témoignent, dans le sens de la défense et des plaignants, sur la définition de l'art et de qui décide de ce qu'est l'art. La déclaration sous serment de Brâncuşi au consulat américain explique le processus de création de l'objet, établissant son originalité.
Malgré les opinions contradictoires présentées à la cour, les juges Young et Waite se déclarent en novembre 1928 en faveur de l'artiste. Selon leur conclusion :

« L'objet considéré (…) est symétrique et beau dans sa forme, et bien que l'on puisse avoir quelque difficulté à l'associer à un oiseau, il est néanmoins plaisant et très ornemental et, comme nous tenons la preuve que c'est la production originale d'un sculpteur professionnel et que c'est en fait une sculpture et une œuvre d'art selon les autorités auxquelles nous avons référé ci-avant, nous soutenons la réclamation et trouvons qu'il a le droit d'entrer sans payer de droits. »

Il s'est agi de la première décision de justice américaine qui ait accepté la sculpture non représentative comme art.

## Versions
Brâncuși a réalisé 16 versions de Oiseau dans l'espace, 7 en marbre et 9 en bronze.
Plusieurs exemplaires sont conservés ou exposés dans les musées suivants :
- Metropolitan Museum of Art, New York, États-Unis : premier exemplaire de l'œuvre, en marbre (1923)[1]
- Philadelphia Museum of Art, Philadelphie, États-Unis : un bronze (1924) et un marbre (1923–1924)[5],[6]
- Musée d'art du comté de Los Angeles, Los Angeles, États-Unis : deux bronzes (1925–1926 et 1927)[7],[8]
- Seattle Art Museum, Seattle, États-Unis : un bronze (1926)
- Museum of Modern Art, New York, États-Unis : deux bronzes (1928 et vers 1941)[9],[10]
- Norton Simon Museum, Pasadena, États-Unis : un bronze (1931)[11]
- Galerie nationale d'Australie, Canberra, Australie : deux marbres, l'un blanc et l'autre noir (vers 1931-1936)[12]
- Collection Peggy Guggenheim, Venise, Italie : un bronze (vers 1932-1940)[13]

## Marché de l'art
En 2005, un exemplaire de Oiseau dans l'espace est vendu aux enchères pour 27,5 millions $. Lors de cette transaction, il s'agit d'un record de prix pour une sculpture vendue aux enchères,.